# Qeshm Air
Qeshm Air (en persa: هواپیمایی قشم, Hevapeimayi-ye Qeshm) es una aerolínea iraní con sede en Teherán (Irán) y opera vuelos regulares de pasajeros nacionales e internacionales, así como vuelos chárter. La aerolínea se fundó en 1993 con el nombre de Faraz Qeshm Airline.
Qeshm Air es propiedad del Ministerio del Petróleo de Irán. Anteriormente, fue fundada y propiedad de Babak Zanjani, quien posteriormente fue condenado por corrupción y la aerolínea pasó a formar parte del Ministerio del Petróleo. Actualmente, el Ministerio del Petróleo controla Qeshm Air conjuntamente con empresas privadas.

## Servicios
Qeshm Air opera vuelos regulares de pasajeros desde la isla de Qeshm (una isla en la embocadura del Golfo Pérsico) a ciudades del territorio continental, Irán y también a los Emiratos Árabes Unidos, con algunos servicios de carga a otros países. Su vuelo Qeshm-Dubai, similar al de Kish Air, es popular entre los trabajadores extranjeros que viven en los Emiratos Árabes Unidos  que pasan el día entrando y saliendo del país. La mayoría eligen a Kish o Qeshm puesto que les ofrecen destinos más cercanos y baratos que los destinos de Irán continental.    

## Flota

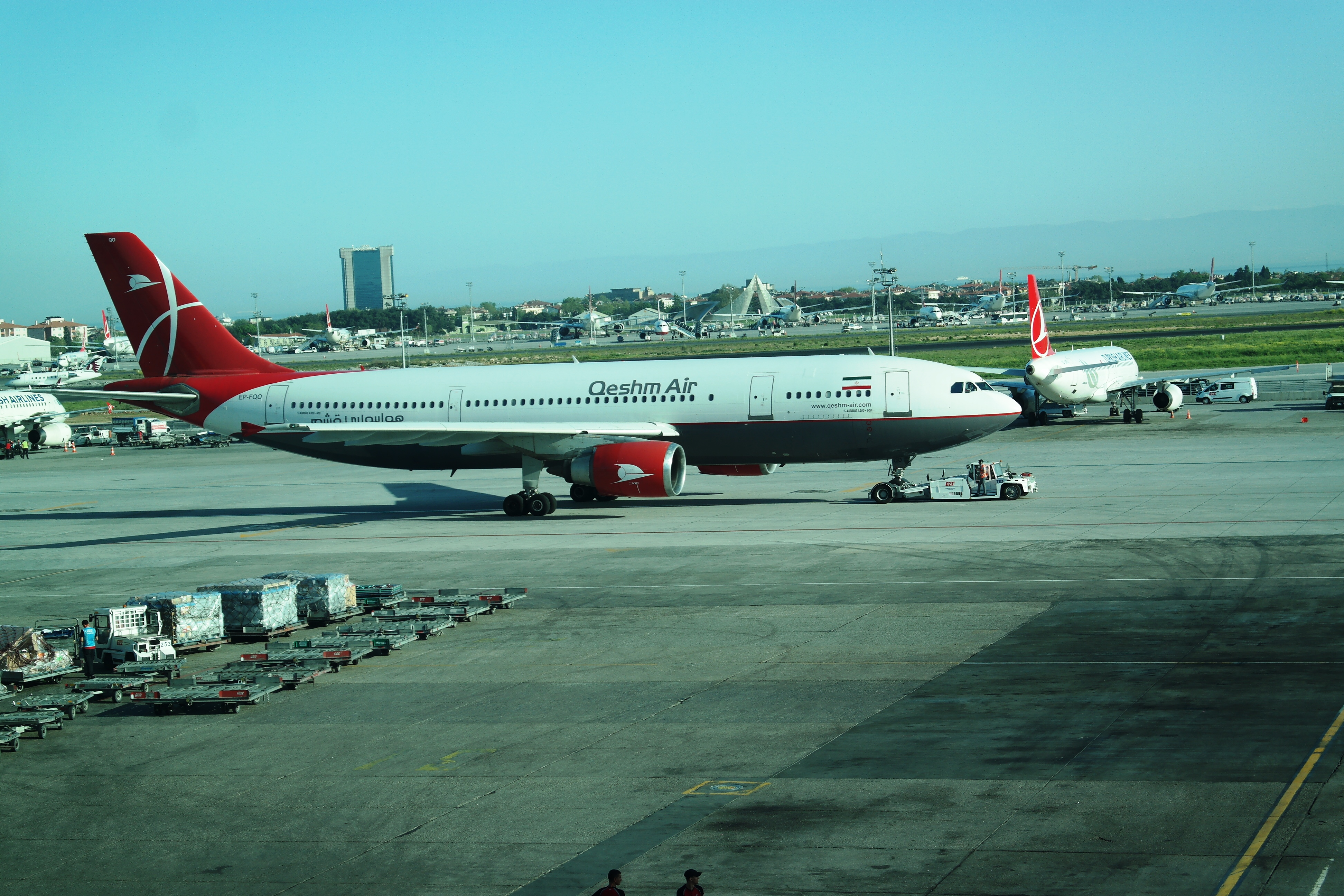
Airbus A300-600 de Qeshm Airlines en el Aeropuerto Istanbul-Atatürk

La flota de Qeshm Air está formada en la actualidad por las siguientes aeronaves:
| Aeronaves       | En servicio | Pedidos | Estacionados | Pasajeros                                          | Pasajeros                                          | Pasajeros                                          | Matrículas                                         | Antigüedad                                         | Notas                                              |
| Aeronaves       | En servicio | Pedidos | Estacionados | C                                                  | Y                                                  | Total                                              | Matrículas                                         | Antigüedad                                         | Notas                                              |
| --------------- | ----------- | ------- | ------------ | -------------------------------------------------- | -------------------------------------------------- | -------------------------------------------------- | -------------------------------------------------- | -------------------------------------------------- | -------------------------------------------------- |
| Airbus A300-600 | 2           | —       | 1            | —                                                  | 316                                                | 316                                                | EP-FQK                                             | 34,6 años                                          |                                                    |
| Airbus A300-600 | 2           | —       | 1            | —                                                  | 316                                                | 316                                                | EP-FQM                                             | 34,5 años                                          |                                                    |
| Airbus A300-600 | 2           | —       | 1            | —                                                  | 290                                                | 290                                                | EP-FQN                                             | 30,5 años                                          | Estacionado en THR desde 2024                      |
| Airbus A320-200 | 2           | —       | 1            | 12                                                 | 138                                                | 150                                                | EP-FQP                                             | 29,1 años                                          | Estacionado en THR desde 2024                      |
| Airbus A320-200 | 2           | —       | 1            | 12                                                 | 138                                                | 150                                                | EP-FQH                                             | 29,1 años                                          |                                                    |
| Airbus A320-200 | 2           | —       | 1            | 12                                                 | 138                                                | 150                                                | EP-FQR                                             | 29 años                                            |                                                    |
| Avro RJ-100     | 2           | —       | 2            | —                                                  | 110                                                | 110                                                | EP-FQZ                                             | 27 años                                            | Estacionado en THR desde 2023                      |
| Avro RJ-100     | 2           | —       | 2            | —                                                  | 110                                                | 110                                                | EP-FQX                                             | 25,9 años                                          | Estacionado en THR desde 2025                      |
| Avro RJ-100     | 2           | —       | 2            | —                                                  | 110                                                | 110                                                | EP-FQU                                             | 25,1 años                                          |                                                    |
| Avro RJ-100     | 2           | —       | 2            | —                                                  | 110                                                | 110                                                | EP-FQV                                             | 25 años                                            |                                                    |
| Fokker 100      | 2           | —       | 2            | —                                                  | 103                                                | 103                                                | EP-FQF                                             | 32,4 años                                          |                                                    |
| Fokker 100      | 2           | —       | 2            | —                                                  | 103                                                | 103                                                | EP-FQI                                             | 31,6 años                                          |                                                    |
| Fokker 100      | 2           | —       | 2            | —                                                  | 103                                                | 103                                                | EP-FQJ                                             | 31,6 años                                          | Estacionado en THR desde 2025                      |
| Fokker 100      | 2           | —       | 2            | —                                                  | 103                                                | 103                                                | EP-FQG                                             | 29,9 años                                          | Estacionado en THR desde 2024                      |
| Total           | 8           | —       | 6            | Edad media de la flota (julio de 2025): 29,7 años. | Edad media de la flota (julio de 2025): 29,7 años. | Edad media de la flota (julio de 2025): 29,7 años. | Edad media de la flota (julio de 2025): 29,7 años. | Edad media de la flota (julio de 2025): 29,7 años. | Edad media de la flota (julio de 2025): 29,7 años. |

### Flota histórica
| Aeronaves               | Total | Introducido | Retirado | Matrículas                      |
| ----------------------- | ----- | ----------- | -------- | ------------------------------- |
| Airbus A300B4           | 1     | 2006        | 2006     | TC-OBB                          |
| Airbus A310-300         | 1     | 2023        | 2024     | EP-RBD                          |
| Airbus A319-100         | 1     | 2017        | 2018     | EP-SAS                          |
| Airbus A321-100         | 2     | 2005        | 2006     | TC-ONJ y TC-ONS                 |
| Avro RJ85               | 2     | 2015        | 2025     | EP-FQS y EP-THI                 |
| Fokker 50               | 4     | 2012        | 2022     | EP-FQA, EP-FQB, EP-FQC y EP-FQD |
| Ilyushin Il-76          | 2     | 1997        | 2007     | EP-TQC y EP-TQI                 |
| McDonnell Douglas MD-83 | 2     | 2006        | 2007     | TC-AKL y TC-AKM                 |
| Yakovlev Yak-40         | 2     | 1999        | 2001     | EP-TQP y EP-TQF                 |

## Accidentes o incidentes
- El 17 de mayo de 2001, un Yakovlev Yak-40 de Faraz Qeshm Airlines despegó de Teherán con destino al aeropuerto de Gorgán con 30 personas a bordo, entre ellas el ministro de Transporte iraní, Rahman Dadman, dos viceministros y siete diputados. El avión tuvo que desviarse debido a las malas condiciones meteorológicas y posteriormente se descubrió que se había estrellado en las montañas de El Borz, cerca de Sarí, Irán. Todos los pasajeros fallecieron.[3]